# FC Bihor Oradea
FC Bihor Oradea is een Roemeense voetbalclub uit de stad Oradea. De club speelde in totaal 18 seizoenen in de hoogste klasse.

## Geschiedenis
De club werd in 1958 opgericht als Crișul Oradea. In 1961 speelde de club voor het eerst in de tweede klasse en een jaar later werd de club kampioen. Crișul promoveerde naar de hoogste klasse en verving daar CSM Crișana Oradea dat degradeerde. De club werd zevende in het eerste seizoen en na drie seizoenen degradeerde de club. In 1968 werd de club tweede achter Vagonul Arad en promoveerde terug. Crișul werd tiende, maar moest het volgende seizoen opnieuw een stap terugzetten. De club werd kampioen en keerde meteen terug, maar werd dit keer laatste.
In 1972 nam de club de naam FC Bihor Oradea aan. Na twee tweede plaatsen werd de club opnieuw kampioen in 1975. In de eerste twee seizoenen werd de club negenden, maar dan ging het weer bergaf en in 1978/79 werd de club opnieuw laatste. Na drie seizoenen slaagde Bihor er opnieuw in om te promoveren. Na een elfde plaats werd de club zevende in 1983/84, dit was een van de beste seizoenen uit de clubgeschiedenis. Twee jaar later was de club weer bij af en degradeerde. In 1988 werd de club opnieuw kampioen en werd bij de terugkeer opnieuw zevende. Na een tiende plaats in 1989/90 degradeerde de club opnieuw het seizoen erop. In 1996 degradeerde de club zelfs naar de derde klasse en kon na twee seizoenen terugkeren. In 2001 en 2002 werd de club vierde. Voor het seizoen 2002/03 nam de club de naam FC Oradea aan en werd vicekampioen. De club moest een play-off spelen tegen Oțelul Galați en won deze waardoor de club opnieuw naar de hoogste klasse promoveerde. De club werd laatste en degradeerde. In de tweede klasse werd de club derde en in 2005 nam de club opnieuw de naam FC Bihor aan. Dat seizoen werd Bihor tweede en speelde de eindronde om promotie, maar kon geen promotie afdwingen. De volgende seizoenen eindigde de club in de middenmoot. In 2011 werd de club tweede maar kreeg geen licentie om op het hoogste niveau te spelen. In januari 2016 ging de club failliet en ging opnieuw van start in de vierde klasse.

## Bekende spelers
- Claudiu Keseru